# Lingue algonchine
Le lingue algonchine sono una sottofamiglia delle lingue algiche diffuse nel nord America. Il termine «algonchino» deriva dalla parola elakómkwik in lingua wolastoqiyik (conosciuta anche come Maliseet) e che significa loro sono nostri parenti.
La maggior parte delle lingue algonchine sono oggi in pericolo di estinzione e pochi sono i locutori madrelingua. È ancora diffuso il gruppo lingua delaware, limitato comunque a non più di 3.000 individui.
Il pidgin basco-algonchino è basato in parte su termini di origine algonchina, esclusi quelli riguardanti la pesca di origine europea (sia basca che altre lingue indoeuropea usate dai pescatori).

## Distribuzione geografica
Secondo i dati del censimento canadese del 2011, i madrelingua algonchini sono 144.015, di cui circa la metà nelle province di Manitoba e Québec.

## Classificazione
Secondo Ethnologue, le lingue che formano il gruppo sono 40, a loro volta suddivise in ulteriori raggruppamenti.
(Tra parentesi tonda è riportato il numero di lingue che costituiscono ciascun sottogruppo o lo stato in cui sono parlate) 
[tra parentesi quadra il codice internazionale di classificazione]
- Lingue Algonchine (41)
  - Blackfoot [bla] (Canada)
  - Cheyenne [chy] (USA)
  - Menominee [mez] (USA)
  - Miami-Illinois(†) [mia] (USA)
  - Shawnee [sjw] (USA)
  - Arapaho (2)
    - Lingua Arapaho [arp] (USA)
    - Lingua Gros Ventre(†) [ats] (USA)

  - Lingue Cree (9)
    - Lingua Atikamekw  [atj] (Canada)
    - Lingua cree moose [crm] (Canada)
    - Lingua cree delle pianure [crk] (Canada)
    - Lingua cree orientale
      - Lingua cree nordorientale [crl] (Canada)
      - Lingua cree sudorientale [crj] (Canada)

    - Lingua cree delle paludi  [csw] (Canada)
    - Lingua cree delle foreste [cwd] (Canada)
    - Lingua Innu [moe] (Canada)
    - Lingua Naskapi [nsk] (Canada)

  - Algonchino Orientale (13)
    - Lingua malecite-passamaquoddy [pqm] (Canada)
    - Micmac [mic] (Canada)
    - Lingua mohegan-pequot [xpq] (USA)
    - Narragansett [xnt] (USA)
    - Powhatan [pim] (USA)
    - Wampanoag [wam] (USA)
    - Abenaki (2)
      - Abenaki, Orientale [aaq] (USA)
      - Abenaki, Occidentale [abe] (Canada)

    - Delawarian (3)
      - Mohicano(†) [mjy] (USA)
      - Delaware (2)
        - Munsee [umu] (Canada)
        - Unami(†) [unm] (USA)

    - Nanticoke-Conoy (2)
      - Nanticoke [nnt] (USA)
      - Piscataway [psy] (USA)

  - Fox (2)
    - Lingua kickapoo [kic] (USA)
    - Lingua meskwaki [sac] (USA)

  - Ojibwe-Potawatomi (9)
    - Lingua Ojibwe (8)
      - Lingua Algonquin [alq] (Canada)
      - Lingua Chippewa [ciw] (USA)
      - Lingua Ojibwa Centrale [ojc] (Canada)
      - Lingua Ojibwa Orientale [ojg] (Canada)
      - Lingua Ojibwa Nord-Occidentale [ojb] (Canada)
      - Lingua Ojibwa Severn [ojs] (Canada)
      - Lingua Ojibwa Occidentale [ojw] (Canada)
      - Lingua Ottawa [otw] (Canada)

    - Potawatomi [pot] (USA)

  - Non classificata (1)
    - Lumbee [lmz] (USA)

(†) = Lingua morta.